# محمد العمودي
محمد حسين العمودي (بالأمهرية: መሀመድ ሁሴን አሊ አላሙዲ) هو رجل أعمال وملياردير سعودي الجنسية من أصول حضرمية .

## نشأته
ولد محمد حسين العمودي في إثيوبيا 21 يوليو 1946 من أم إثيوبية وأب يمني تعود أصوله إلى حضرموت، وقد هاجر محمد العمودي إلى السعودية في سن المراهقة ثم أكمل حياته في المملكة التي حصل على جنسيتها.

## ثروته
بدأ جمع ثروته منذ أن عمل في قطاعي العقار والإنشاءات ليتحول بعد ذلك إلى شراء مصاف للنفط في السويد والمغرب. قدرت ثروته ب 13.5 مليار دولار في 2009، وانخفضت إلى 8.1 مليار دولار في 2017 وهو من الشخصيات المرموقة في إثيوبيا ويعتبر أكبر مستثمر في البلد. كما أنه من كبار المستثمرين في السويد. بدأ تكوين ثروته في قطاع البناء والمقاولات ثم وسع نشاطاته نوعياً وجغرافياً، قطاع الأعمال في البنوك والاستثمارات والفنادق والنفط والغاز. وظفت شركة العمودي كورال جروب وميدروك جروب أكثر من 40 ألف موظف في 2008، وقد صنف ثاني أغنى رجل عربي حسب مجلة فوربس الأمريكية في نفس العام.
لدى كورال جروب محفظة استثمارية في أوروبا والشرق الأوسط التي تتضمن شركة برايم بتروليوم شركة النفط الأكبر في السويد، وشركة سفنسكا بتروليوم اند إكسبلوريشن، وسامير (شركة بتروكيماوية ومصفاة تكرير في المغرب)، وشركة نفط للخدمات البترولية في المملكة العربية السعودية وأخيراً شركة فورتيونا القابضة في لبنان. وقد وصل عدد موظفي شركات العمودي إلى أكثر من 70 ألف في 2018.

## إيقافه في 2017
أصدر العاهل السعودي الملك سلمان بن عبد العزيز آل سعود أمراً ملكياً في مساء السبت الموافق 4 نوفمبر 2017 بتشكيل لجنة لمكافحة الفساد برئاسة نجله ولي العهد الأمير محمد بن سلمان، حيث أوقفت اللجنة عدد من الأمراء ورجال الأعمال والمسئولين بعدة تهم فساد من ضمنها الاعتداء على المال العام وقضايا أخرى. وفي 27 يناير 2019، تم الإفراج عن محمد العمودي، وأعلن متحدث باسم مكتب العائلة أنه عاد إلى دياره بجدة، وأنه لا توجد تغييرات في ملكية أي من الشركات التابعة له وأنها تعمل بكامل نشاطها.

## أهم شركاته
- كورال جروب.
- مجموعة ميدروك الاستثمارية.
- شركة المواكبة للتطوير الصناعي والتجارة عبر البحار (القابضة).
- مجموعة كورال بتروليوم.
- شركة أن إم سي للتنقيب.
- شركة s.d.tv.
- شركة abv rock.

## وسام نجمة الشمال الملكية السويدية
نال العمودي في السويد وسام نجمة الشمال الملكية السويدية «رويال سويديش أوردر أوف ذا نورزن ستار» من الملك كارل السادس عشر مرتان، المرة الأولى برتبة «قائد» في 1997، والمرة الثانية برتبة «قائد من الدرجة الأولى» في 2007، ويُمنح الوسام للمستثمرين الأجانب الرائدين.

## أهم إسهاماته الاجتماعية داخل المملكة
- مركز الشيخ محمد حسين العمودي للتميز في رعاية سرطان الثدي بجامعة الملك عبد العزيز بجدة.
- كرسي الشيخ محمد حسين العمودي لأبحاث شبكات المياه بجامعة الملك عبد العزيز بجدة.
- كرسي الشيخ محمد حسين العمودي لأبحاث التوحد.
- كرسي الشيخ محمد بن حسين العمودي لأبحاث المياه بجامعة الملك سعود